# Barnabe Barnes

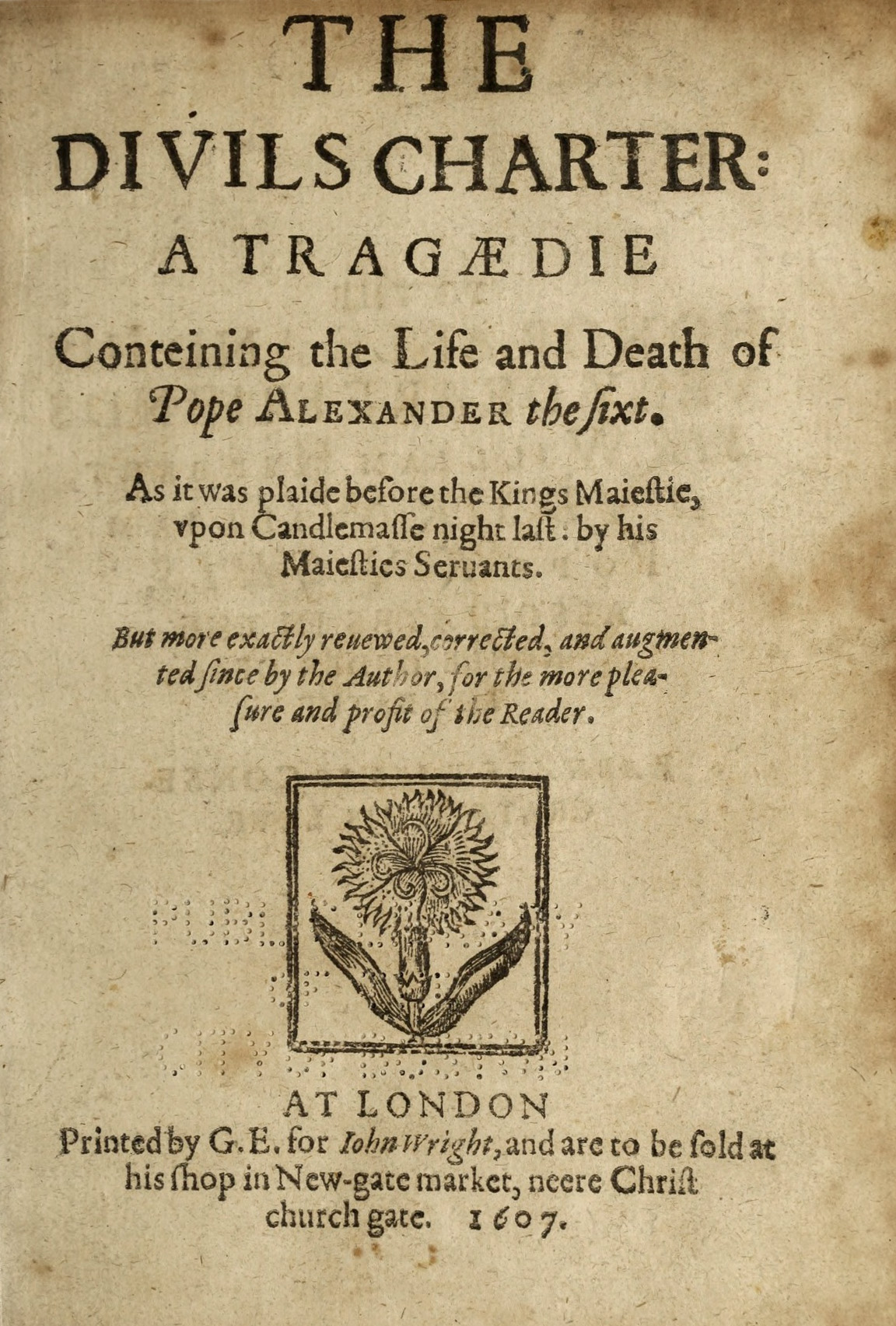
The Devil‘s Charter, Titelblatt der Erstausgabe von 1607

Barnabe Barnes (* um 1569 in der Grafschaft Yorkshire; † 1609) war ein englischer Dichter.

## Leben
Barnes war der jüngere Sohn des Bischofs von Durham, Richard Barnes und ein Zeitgenosse von William Shakespeare; welchen er aber aller Wahrscheinlichkeit nicht persönlich kannte.
Mit ungefähr 17 Jahren immatrikulierte sich Barnes 1586 an der Universität Oxford. Um 1588/1590 brach Barnes sein Studium ohne Abschluss ab und ließ sich 1591 von Robert Devereux anwerben. Devereux führte eine Armee an, welche dem französischen König Heinrich IV. zur Hilfe kommen sollte.
Barnes kehrte bereits nach Kurzem nach Großbritannien zurück und starb dort 1609 im Alter von ungefähr 40 Jahren.
Barnes literarisches Werk umfasst Elegien, Madrigale, Oden und Sonette. Von letzteren widmete Barnes etliche dem Earl of Southampton, der Gräfin Marie Pembroke u. a. Mitgliedern des Hofes. Sein Drama The Devil’s Charter war gegen Papst Alexander VI. und dessen Politik gerichtet.

## Werke
- Parthenophil and Parthenope (wahrscheinlich London 1593).
- A divine centurle of spirituali sonnetts. 1595 (neu gedruckt in Hellconia. 2. Band).
- Four bookes of offices. 1606, ein höfisches Handbuch.
- The Divil’s Charter. 1607 (englischer Originaltext catalog.hathitrust.org).